# Władysław Miller (śpiewak)
Władysław Mikołaj Konstanty Miller (ur. 23 marca 1830 w Warszawie, zm. 31 lipca lub 1 sierpnia 1896) – polski śpiewak operowy, bas.

## Życiorys
Był synem właściciela hotelu Krzysztofa Millera i Karoliny z d. Haltenbach. W latach 1850–1852 kształcił się w szkole śpiewu przy Teatrze Wielkim w Warszawie u Jana Ludwika Quattriniego i Achille Bassiego. Na scenie zadebiutował w 1850 roku w Teatrze Wielkim rolą w Belizariuszu Gaetano Donizettiego. Od 1852 do 1862 roku był solistą Teatru Wielkiego. W 1862 roku wyjechał na studia do Mediolanu, skąd udał się następnie na występy do Stanów Zjednoczonych i Ameryki Południowej. Po powrocie do Europy śpiewał w Mediolanie (1867), Konstantynopolu (1868), Kairze (1869), a także Lizbonie, Paryżu i Londynie. W Lizbonie śpiewał w duecie z królem portugalskim Ludwikiem I, który sam interesował się muzyką. W 1872 roku wystąpił w Teatro di San Carlo w Neapolu w roli Filipa w Don Carlosie Giuseppe Verdiego. Zachwycony jego talentem kompozytor specjalnie dla niego dopisał duet Restate w II akcie 5-aktowej wersji opery, a także podarował mu jej partyturę z dedykacją. W 1878 roku występował we Lwowie.
W 1882 roku porzucił karierę artystyczną i osiadł pod Mediolanem, gdzie założył przedsiębiorstwo przemysłowe. W wyniku pożaru stracił jednak cały dobytek. W 1888 roku wrócił do Warszawy, gdzie wystąpił w operach i na koncertach. W 1889 roku koncertował w Mińsku i Moskwie, w 1890 roku prowadził też klasę śpiewu w Konserwatorium Moskiewskim. Od 1890 do 1896 roku uczył śpiewu w szkole Warszawskiego Towarzystwa Muzycznego.
Dysponował głosem basowym o rozległej skali, a także dobrą dykcją i talentem dramatycznym. We Włoszech zyskał sobie przydomek campana del dom („katedralny dzwon”). W swoim repertuarze posiadał 108 partii basowych, w tym we wszystkich operach Giuseppe Verdiego, a także w utworach W.A. Mozarta i Richarda Wagnera. Został pochowany na cmentarzu ewangelicko-augsburskim w Warszawie. Jego synem był kompozytor Władysław Miller.